# Čečovice
Čečovice település Csehországban, a Domažlicei járásban. Čečovice Honezovice, Štichov, Všekary, Staňkov, Puclice és Bukovec településekkel határos. Lakosainak száma 106 fő (2024. január 1.).

## Népesség
A település lakosságának változását az alábbi diagram mutatja:
| Lakosok száma | 305  | 250  | 362  | 135  | 67   | 68   | 106  | 102  | 89   | 106  |
|               | 1869 | 1890 | 1921 | 1950 | 1980 | 2001 | 2017 | 2019 | 2022 | 2024 |